# Ленжечкі
Ленжечкі (пол. Łężeczki) — село в Польщі, у гміні Хжипсько-Велике Мендзиходського повіту Великопольського воєводства.
Населення — 303 особи (2011).
У 1975-1998 роках село належало до Познанського воєводства.

## Демографія
Демографічна структура станом на 31 березня 2011 року:
|          | Загалом | Допрацездатний вік | Працездатний вік | Постпрацездатний вік |
| -------- | ------- | ------------------ | ---------------- | -------------------- |
| Чоловіки | 132     | 18                 | 76               | 38                   |
| Жінки    | 171     | 24                 | 46               | 101                  |
| Разом    | 303     | 42                 | 122              | 139                  |